# Tommy Lucchese
Thomas Gaetano Lucchese (nascido Gaetano Lucchese; Italiano: [ɡaeˈtaːno lukˈkeːse]; Palermo, 1 de dezembro de 1899 – Lido Beach, 13 de julho de 1967), as vezes chamado de "Tommy", "Thomas Luckese", "Tommy Brown" ou "Tommy Three-Finger Brown", foi um gângster ítalo-americano e um membro fundador da Máfia nos Estados Unidos, uma ramificação da Cosa nostra da Sicília. De 1951 a 1967, ele foi chefe criminoso da Família Lucchese, uma das Cinco Famílias que dominavam o crime organizado na cidade de Nova Iorque.